# クララ・ガル
クララ・ガル（スペイン語: Clara Galle）ことクララ・ウエルテ・サンチェス（スペイン語: Clara Huete Sánchez、2002年4月15日 - ）は、スペイン・ナバーラ州パンプローナ出身の女優・モデル。
ティーン小説を映画化した『スルー・マイ・ウィンドウ』（2022年）に主演したことで知られている。

## 経歴
生まれはパンプローナであり、CAオサスナのファンである。
幼少時から演じることに興味があり、インスティテュート・プラサ・デラクルスで演技を学んだ。2020年にはマドリード・コンプルテンセ大学に入学して美術史を学んだ。
2021年10月、セバスチャン・ヤトラのシングル曲「タコネス・ロホス」のビデオクリップに出演した。
2022年、アリアナ・ゴドイ原作のティーン小説をNetflixが映画化した『スルー・マイ・ウィンドウ』に主演した。同年、テレビドラマ「El Internado: Las Cumbres」に出演した。
2023年9月時点で、Instagramでは約400万人のフォロワーを抱えている。同年9月23日にはCAオサスナの試合を現地観戦した際の軽装に注目が集まった。

## フィルモグラフィー

### 映画
| 年   | 作品                                      | 備考 |
| ---- | ----------------------------------------- | ---- |
| 2022 | 『スルー・マイ・ウィンドウ』              | 主演 |
| 2023 | 『スルー・マイ・ウィンドウ 海の彼方へ』   | 主演 |
| 2024 | 『スルー・マイ・ウィンドウ 瞳を見つめて』 | 主演 |